# Mirosław Jasiński

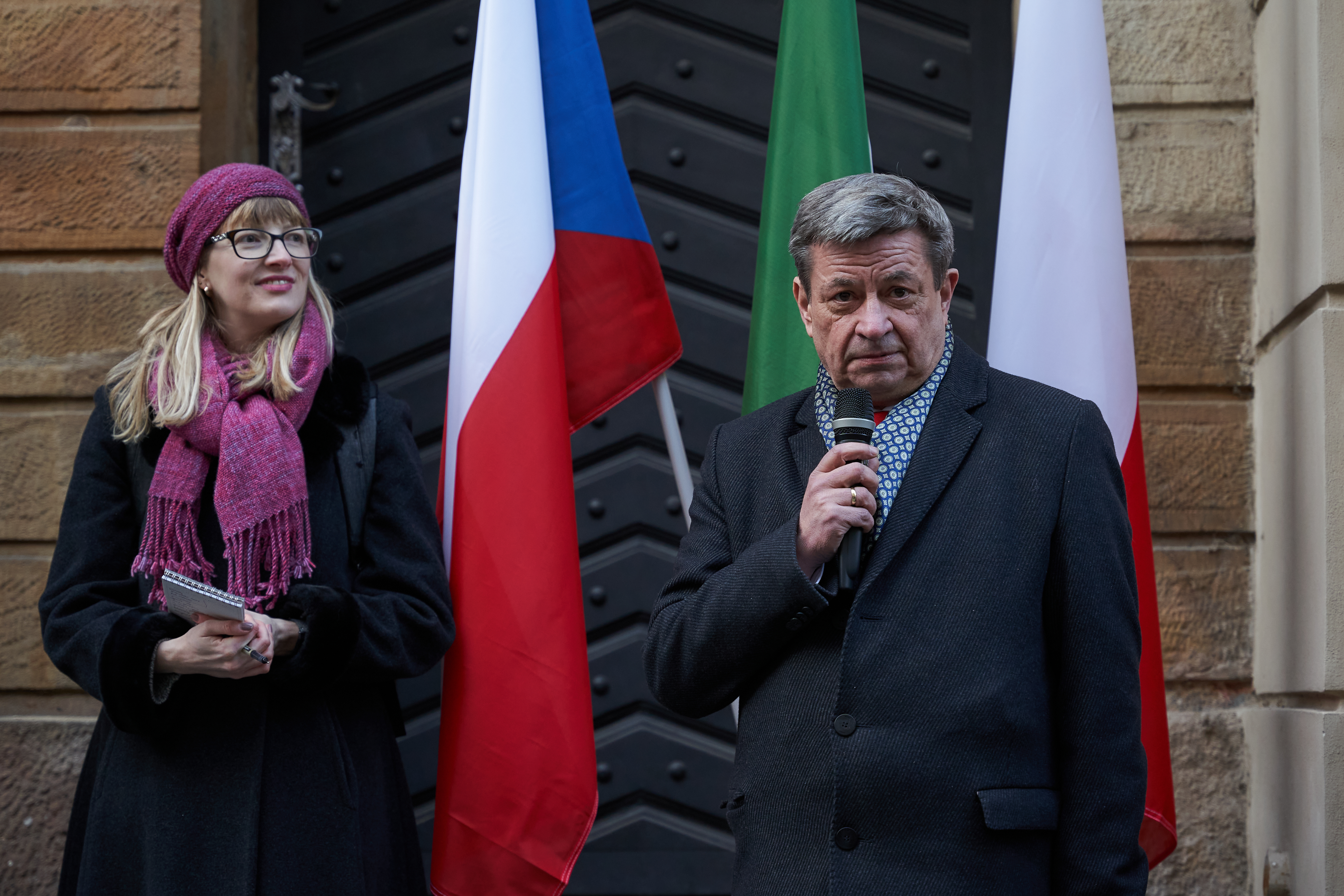
Mirosław Jasiński w 2021

Mirosław Stanisław Jasiński (ur. 12 listopada 1960 w Bolesławcu) – polski scenarzysta, reżyser, dyplomata i urzędnik, wicewojewoda i następnie wojewoda wrocławski (1991–1992), ambasador RP w Czechach (2021–2022).

## Życiorys
W 1986 ukończył studia z zakresu filologii polskiej i historii sztuki na Uniwersytecie Wrocławskim.
W 1980 był współtwórcą Niezależnego Zrzeszenia Studentów na UWr oraz założycielem i szefem Akademickiego Ruchu Oporu we Wrocławiu (1981–1982), działał w Akademickim Klubie Myśli Politycznej „Progres”. Po wprowadzeniu stanu wojennego ukrywał się. Należał do inicjatorów podziemnego ruchu Solidarności Polsko-Czechosłowackiej. Od 1987 był współredaktorem „Biuletynu SPCz”.
Od 1990 do stycznia 1991 był szefem wydziału politycznego w stopniu radcy ambasady RP w Pradze. W 1991 został wicewojewodą wrocławskim, następnie w maju tego samego roku objął stanowisko wojewody wrocławskiego. Funkcję tę pełnił do czerwca 1992. Później przez dwa lata wykładał na Politechnice Wrocławskiej. Do 1993 był rzecznikiem generalnym stowarzyszenia Solidarność Polsko-Czesko-Słowacka. Zakładał także Fundację Solidarność Polsko-Czesko-Słowacka.
Zajmował się także tworzeniem scenariuszy oraz reżyserią filmów i cykli dokumentalnych. Wspólnie z Mirosławem Spychalskim jest autorem zbioru opowiadań Opowieść heroiczna (1989). Scenarzysta lub reżyser produkcji: Kaman (1995), Wygrani przegrani (1996), Polski dom (1998), Wojna z wodą (1998), Magdalena Abakanowicz (2000), Bełz. Rok 1951 (2001), Prawdziwy koniec wojny (2001).
W okresie 1991–2001 należał kolejno do Porozumienia Centrum, RdR, Ruchu Stu i Ruchu Społecznego AWS.
W latach 2001–2006 był dyrektorem Instytutu Polskiego w Pradze. Następnie pracował w sektorze prywatnym jako doradca prezesa, kierownik komórek zajmujących się współpracą międzynarodową, członek rady nadzorczej oraz doradca zarządu w PKN Orlen i Unipetrolu. Od 2012 do 2021 zajmował stanowisko dyrektora Galerii Miejskiej we Wrocławiu. W październiku 2021 mianowany ambasadorem nadzwyczajnym i pełnomocnym RP w Republice Czeskiej. Misję rozpoczął 30 listopada 2021. Listy uwierzytelniające złożył 20 grudnia 2021. W związku z opublikowanym 6 stycznia 2022 przez Deutsche Welle wywiadem, w którym krytykował postawę polskich władz w sprawie kopalni w Turowie, premier Mateusz Morawiecki rozpoczął procedurę jego odwołania. Zakończył kadencję 31 stycznia 2022.

## Życie prywatne
Żonaty z Dorotą Jasińską. Zna język czeski i angielski.

## Odznaczenia i wyróżnienia
Polskie
- Krzyż Oficerski Orderu Odrodzenia Polski (za wybitne zasługi w działalności na rzecz przemian demokratycznych w Polsce, za osiągnięcia w podejmowanej z pożytkiem dla kraju pracy zawodowej i społecznej, 2007)[12]
- Krzyż Wolności i Solidarności (za zasługi w działalności na rzecz niepodległości i suwerenności Polski oraz respektowania praw człowieka w Polskiej Rzeczypospolitej Ludowej, 2020)[13]
- Brązowy Krzyż Zasługi (za wzorowe, wyjątkowo sumienne wykonywanie obowiązków wynikających z pracy zawodowej, 2005)[1][14]
- Odznaka Honorowa „Bene Merito” (2020)[1]
- Złota Odznaka Honorowa Zasłużony dla Województwa Dolnośląskiego (2019)[1]
- Srebrna Odznaka Honorowa Wrocławia (2022)[15]

Czeskie
- Medal za Zasługi dla Dyplomacji (2019)[16][17]
- Nagroda im. Františka Kriegla(inne języki) (przyznana za przekłady czeskiej niezależnej literatury i seminarium o Europie Środkowej przeprowadzone w listopadzie 1989 we Wrocławiu, 1990)[18]
- Nagroda im. Václava Bendy(inne języki) (2014)[19]